# Metiochodes karnyi
Metiochodes karnyi är en insektsart som först beskrevs av Lucien Chopard 1930.  Metiochodes karnyi ingår i släktet Metiochodes och familjen syrsor.

## Underarter
Arten delas in i följande underarter:
- M. k. karnyi
- M. k. albifrons